# Mohini

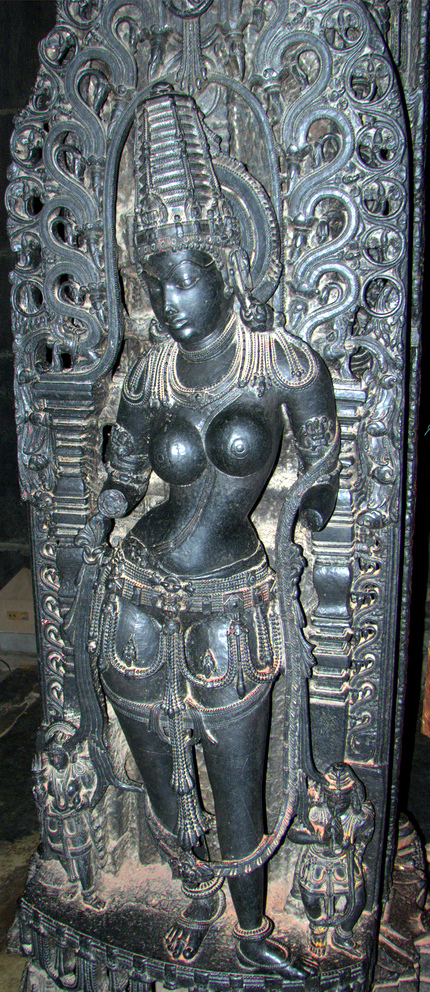
Wizerunek Mohini w świątyni w Belurze

Mohini (dewanagari:मोहिनी, Mohinī) – w mitologii indyjskiej kobieca postać, którą przyjął Wisznu aby odzyskać amrytę, eliksir nieśmiertelności, skradziony przez Asurów. 
Ze związku Śiwy z Mohini powstał Harihara.